# Carlos Villanueva López
Carlos Octavio Villanueva López (Uruapan, Michoacán, México; 7 de abril de 1994) es un futbolista mexicano, juega de Lateral derecho o Defensa central y actualmente se encuentra en el Atlante FC de la Liga de Expansión MX.

## Trayectoria

### Inicios
Es un zaguero versátil de buena técnica que además de cumplir con las labores defensivas eficientemente tiene la capacidad de jugar hacia el frente gracias a su respuesta y clase de conducir el balón.
Antes de llegar a las fuerzas básicas de Chivas, paso por Morelia, desde niño jugo fútbol en "Club amigos uruapan" donde ahí aprendió a desarrollar sus técnicas deportivas que hoy en día se siguen viendo dentro del campo

### Club Deportivo Guadalajara
En el año 2005, fue visoriado por José Luis Real el cual le hizo la invitación de hacer pruebas con el Club Deportivo Guadalajara, al realizar las pruebas se quedó en las Fuerzas Básicas de Chivas, comenzando a jugar con el equipo Sub-15, Sub-17, Sub-20, así como formar parte del equipo de la Tercera División de México.
Durante el Apertura 2011, José Luis Real lo convocó para realizar la pretemporada en Cancún, con el fin de estar a prueba para poder ser registrado con el primer equipo, sin embargo no pasó las pruebas y regresó al equipo de la Sub-17. Durante el Apertura 2012, el técnico John van 't Schip lo llamó a la pretemporada con el primer equipo, y al pasar las pruebas fue registrado con el primer equipo. 
Debuta con el primer equipo el 22 de julio del 2012 en la jornada 1 del Apertura 2012, en la derrota de 2-1 ante el Deportivo Toluca jugando los 45 minutos del primer tiempo. 
Durante los 4 años que estuvo en Chivas, solo vio minutos en la Copa MX, y pocos minutos en la Liga MX. En diciembre de 2016, Matías Almeyda técnico en ese entonces de Chivas, confirmó que Carlos Villanueva no entraría en más planes de Chivas.

### Deportivo Tepic
El 15 de diciembre de 2016, se oficializa su traspaso al Deportivo Tepic en calidad de préstamo sin opción a compra, con el fin de que el jugador pueda adquirir experiencia. 
Debuta con los Coras el 7 de enero de 2017, en la victoria de 1-2 ante los Cafetaleros de Tapachula, jugando los 90 minutos con el equipo, donde se afianzo con la titularidad del equipo.

### Club Atlético Zacatepec
El 31 de mayo de 2017, ante la desaparición del equipo de Coras Tepic, se oficializa su traspaso al Club Atlético Zacatepec donde formaría parte del equipo de cara al Apertura 2017.

### Club Necaxa
El 6 de junio del 2018, al ser pieza clave del Zacatepec, y por petición del técnico Marcelo Michel Leaño, se oficializa su traspaso al Club Necaxa de cara al Apertura 2018.

### Club Deportivo Guadalajara (segunda etapa)
El 28 de diciembre de 2018, se oficializa su regreso al Club Deportivo Guadalajara, por petición del técnico José Saturnino Cardozo, convirtiéndose en el sexto refuerzo de cara al Clausura 2019. Al finalizar el Apertura 2019, no entró en planes de Luis Fernando Tena, donde fue puesto transferible.

### Dorados de Sinaloa
El 22 de diciembre de 2019, se hace oficial su traspaso a los Dorados de Sinaloa en calidad de préstamo por 1 año con opción a compra.

## Palmarés

### Campeonatos nacionales
| Título       | Club        | País   | Año  |
| ------------ | ----------- | ------ | ---- |
| Copa MX      | Guadalajara | México | 2015 |
| Supercopa MX | Guadalajara | México | 2016 |
| Supercopa MX | Necaxa      | México | 2018 |